# Изаак, Адель
Адель Изаак (фр. Adèle Isaac; 8 января 1854, Кале, департамент Па-де-Кале — 22 октября 1915, Париж) — французская оперная певица (сопрано).

Адель Изаак

## Биография
Училась вокалу у Ж. Дюпре в Париже. Дебютировала на сцене театра «Да ла Монне» (Брюссель) в опере Ф. Герольда «Луг писцов» («Пре-де-клер», фр. Pré aux Clercs), по роману Проспера Мериме «Хроника царствования Карла IX», 1832).
В 1873, 1878—1883, 1883—1888, 1892 и 1894 годах пела в парижском театре «Опера-Комик», в 1883—1885 годах была солисткой театра «Гранд-Опера». Выступала также в Лионе («Гранд театр»), Риме («Театр Аполло»), на провинциальной сцене.
Выдающаяся исполнительница французского комического оперного репертуара (Ф. Герольд, Ф. Галеви, Д. Обер), способствовала также своим творчеством утверждению жанра французской лирической оперы (А. Тома, Массне).
Обладала голосом большого диапазона, чистого тембра, высокой вокальной техникой.
В 1887 году вышла замуж за бизнесмена Чарльза Лелонга. В 1894 году вышла на пенсию. 

## Избранные партии
- Изабелла, Маргарита Валуа («Роберт-Дьявол», «Гугеноты» Мейербера),
- Офелия («Гамлет» Тома),
- Камилла («Цампа» Герольда),
- Олимпия («Сказки Гофмана» Оффенбаха),
- Молодой пастух («Тангейзер»),
- Церлина («Дон Жуан»),
- Маргарита («Фауст»),
- Виолетта,
- Сюзанна,
- Кармен.